# حملات پهپادی در پاکستان
دولت ایالات متحده طی سال‌های ۲۰۰۴ تا ۲۰۱۸ هزاران حملهٔ هوایی با استفاده از پهپادهای متعلق به نیروی هوایی ایالات متحده تحت کنترل بخش فعالیت‌های ویژهٔ آژانس اطلاعات مرکزی (سیا) و مرکز فعالیت‌های ویژه به اهدافی در شمال‌غرب پاکستان صورت داده‌است. این حملات بخشی از کارزار آمریکا در جنگ علیه تروریسم با هدف شکست دادن نظامیان طالبان و القاعده هستند. بیشتر این حملات متمرکز در مناطق قبیله‌ای فدرال پاکستان و ایالت خیبر پختونخوا در راستای مرز افغانستان هستند. این حملات در دوره صدارت باراک اوباما به طرز قابل توجهی افزایش یافتند. برخی رسانه‌ها از این رشته حملات به جنگ پهپادی یاد کرده‌اند.
گزارش‌های متعددی در خصوص تعداد کشتگان نظامی در برابر غیرنظامیان منتشر شده‌است. بنا بر گفته مسئولان پاکستانی ۶۰ حمله در کنار مرزها منجر به کشته شدن ۱۴ رهبر تحت تعقیب القاعده و ۶۸۷ غیرنظامی پاکستانی شده‌است. دانیل بایمن از مؤسسه بروکینگز نوشته که در برابر هر رهبر القاعده ۱۰ غیرنظامی کشته می‌شود. در مقابل، بنیاد آمریکای جدید تخمین زده ۸۰ درصد کشته شدگان نظامی هستند. نیروی زمینی پاکستان اظهار داشته بیشتر کشته شده‌ها از مسئولین القاعده‌اند. سیا مدعی است از سال ۲۰۱۰ هیچ غیرنظامی کشته نشده اما کارشناسان در این رابطه مناقشه و اختلاف‌نظر دارند.

## آمار
1) آمار تخمینی حملات پهپاد آمریکا از مؤسسه آمریکای نوین.

(As of 3۰ سپتامبر ۲۰۱۳)

| سال   | تعداد حملات | تعداد کشته شدگان | تعداد کشته شدگان |
| سال   | تعداد حملات | مین.             | ماکس.            |
| ----- | ----------- | ---------------- | ---------------- |
| ۲۰۰۴  | ۱           | ۵                | ۸                |
| ۲۰۰۵  | ۳           | ۱۲               | ۱۳               |
| ۲۰۰۶  | ۲           | ۹۰               | ۱۰۲              |
| ۲۰۰۷  | ۴           | ۴۸               | ۷۷               |
| ۲۰۰۸  | ۳۶          | ۲۱۹              | ۳۴۴              |
| ۲۰۰۹  | ۵۴          | ۳۵۰              | ۷۲۱              |
| ۲۰۱۰  | ۱۲۲         | ۶۰۸              | ۱٬۰۲۸            |
| ۲۰۱۱  | ۷۲          | ۳۶۶              | ۵۹۹              |
| ۲۰۱۲  | ۴۸          | ۲۲۲              | ۳۴۹              |
| ۲۰۱۳  | ۲۱          | ۱۲۸              | ۴                |
| مجموع | ۳۴۳         | ۱٬۹۳۴            | ۳٬۲۳۹            |

۲) آمار پژوهش مؤسسه خبرنگاری تحقیقی:
(As of 2۴ اکتبر ۲۰۱۲)
- کل حملات: ۳۵۰
- کل کشته‌ها: ۲٬۵۸۶ – ۳٬۳۷۵
- تلفات غیرنظامی: ۴۷۲ – ۸۸۵
- کودکان تلف شده: ۱۷۶
- زخمی‌ها: ۱٬۲۵۲ – ۱٬۴۰۱
- حملات در دوره جورج بوش: ۵۲
- حملات در دوره حکومت باراک اوباما: ۲۹۸